# Kościół św. Franciszka w Warszawie

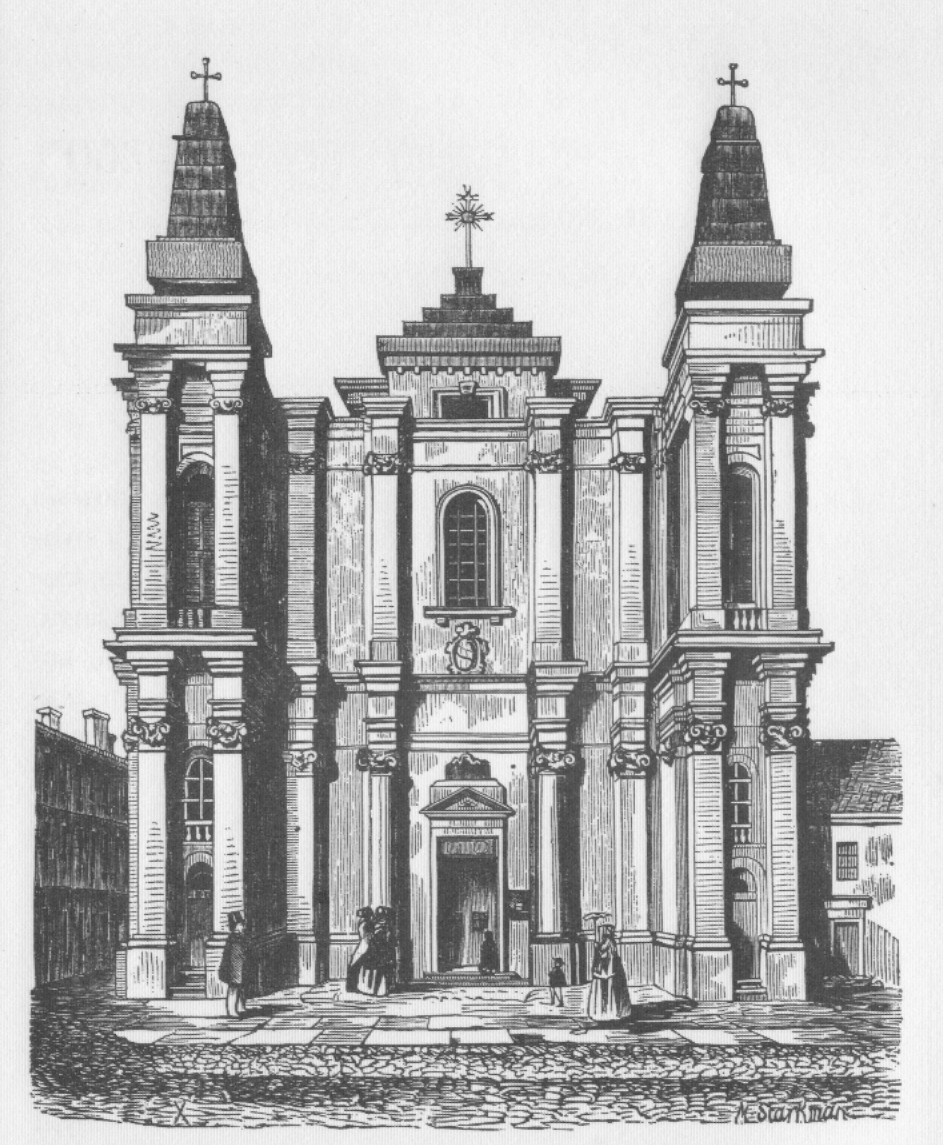
Kościół na drzeworycie Michała Starkmana (ok. 1855)

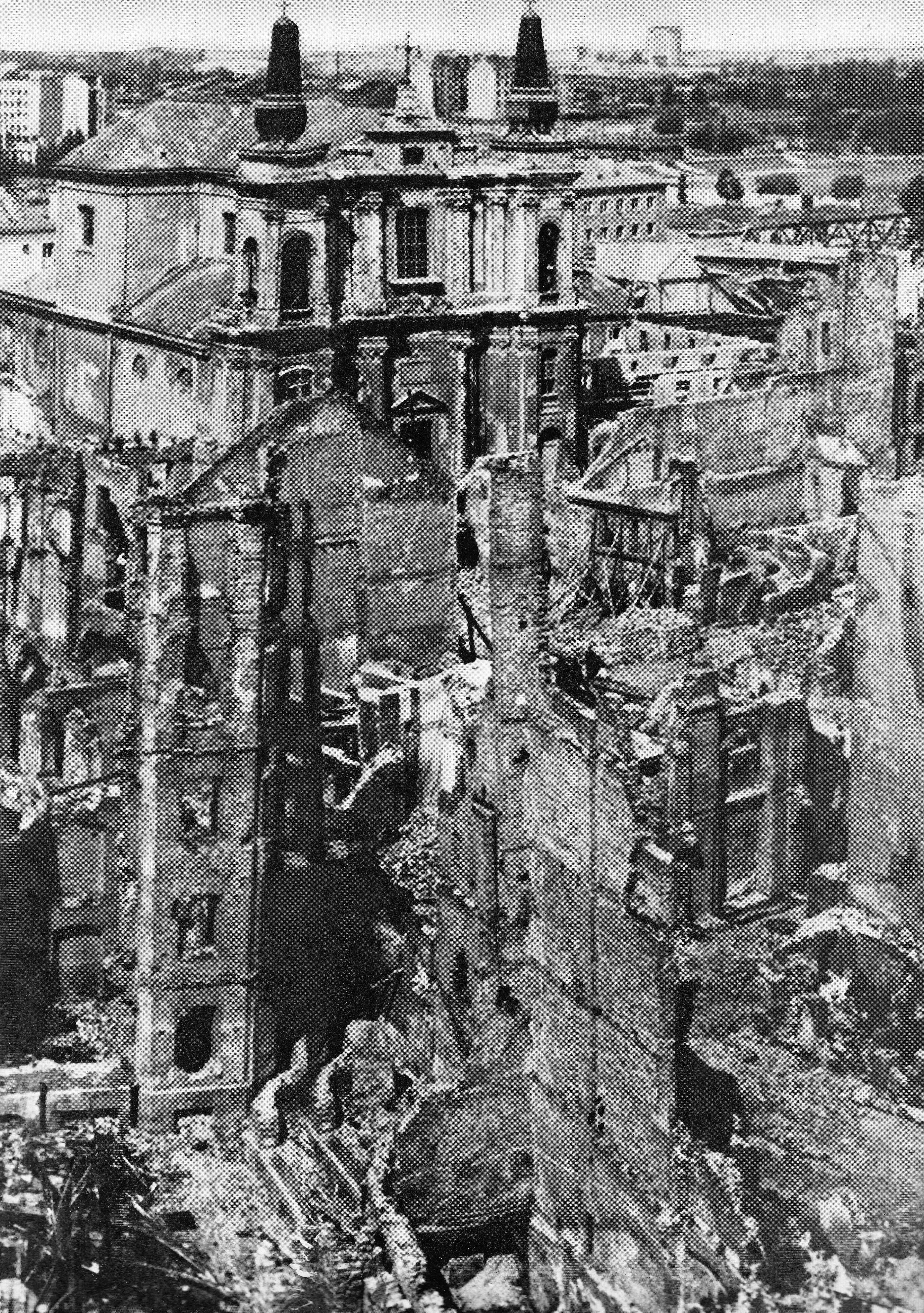
Świątynia wśród ruin Nowego Miasta (1945)

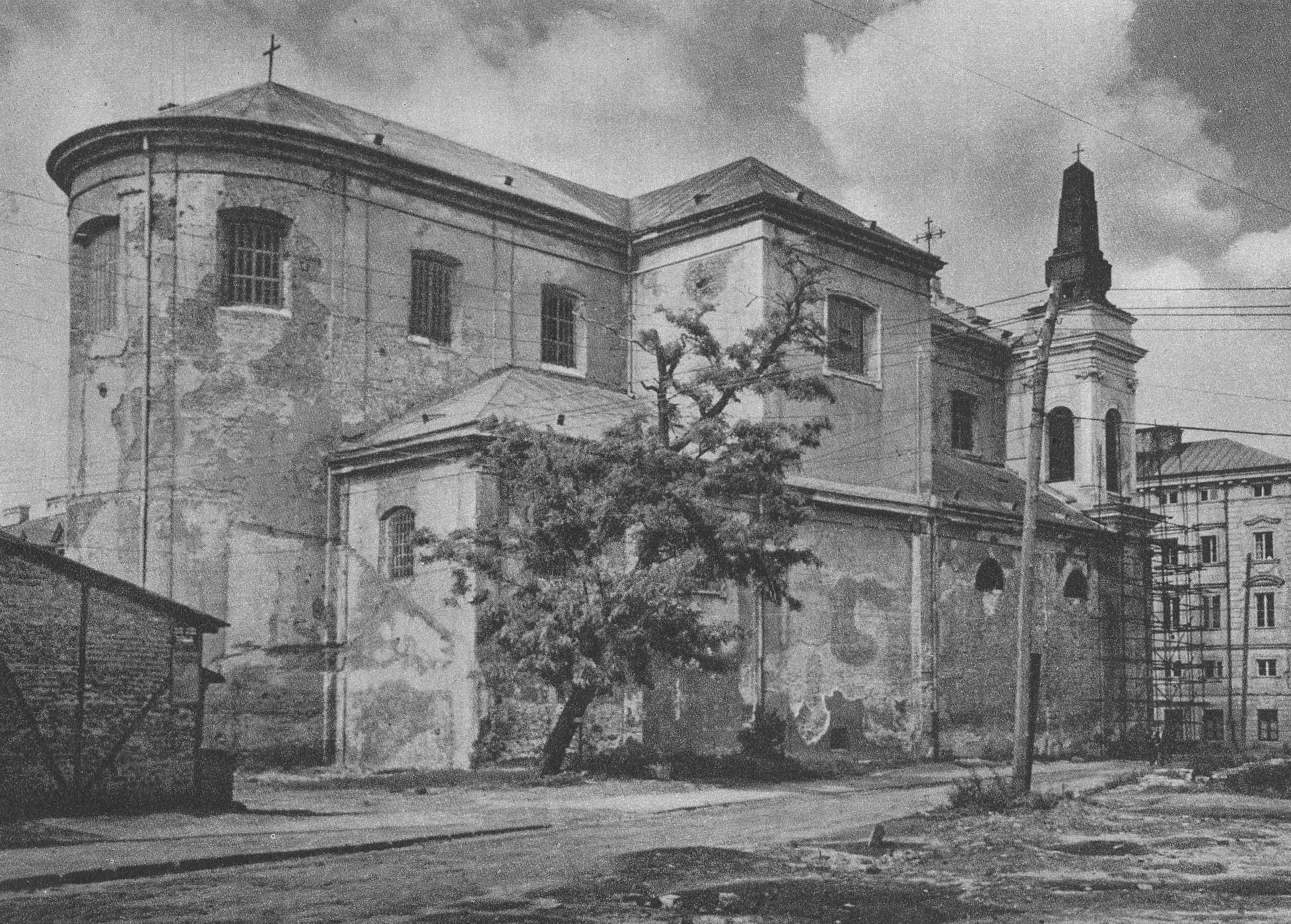
Powojenna odbudowa prezbiterium

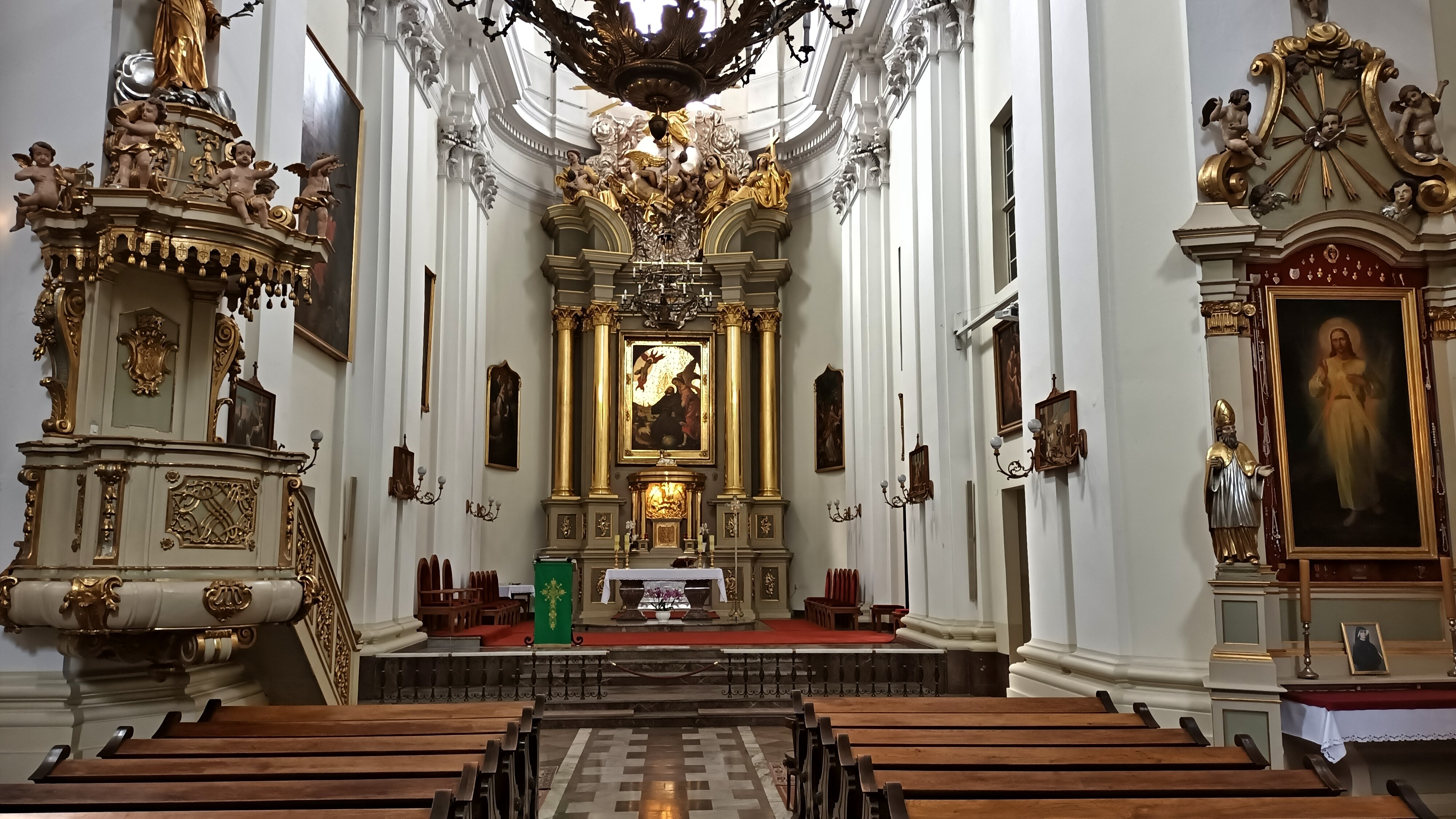
Wnętrze kościoła

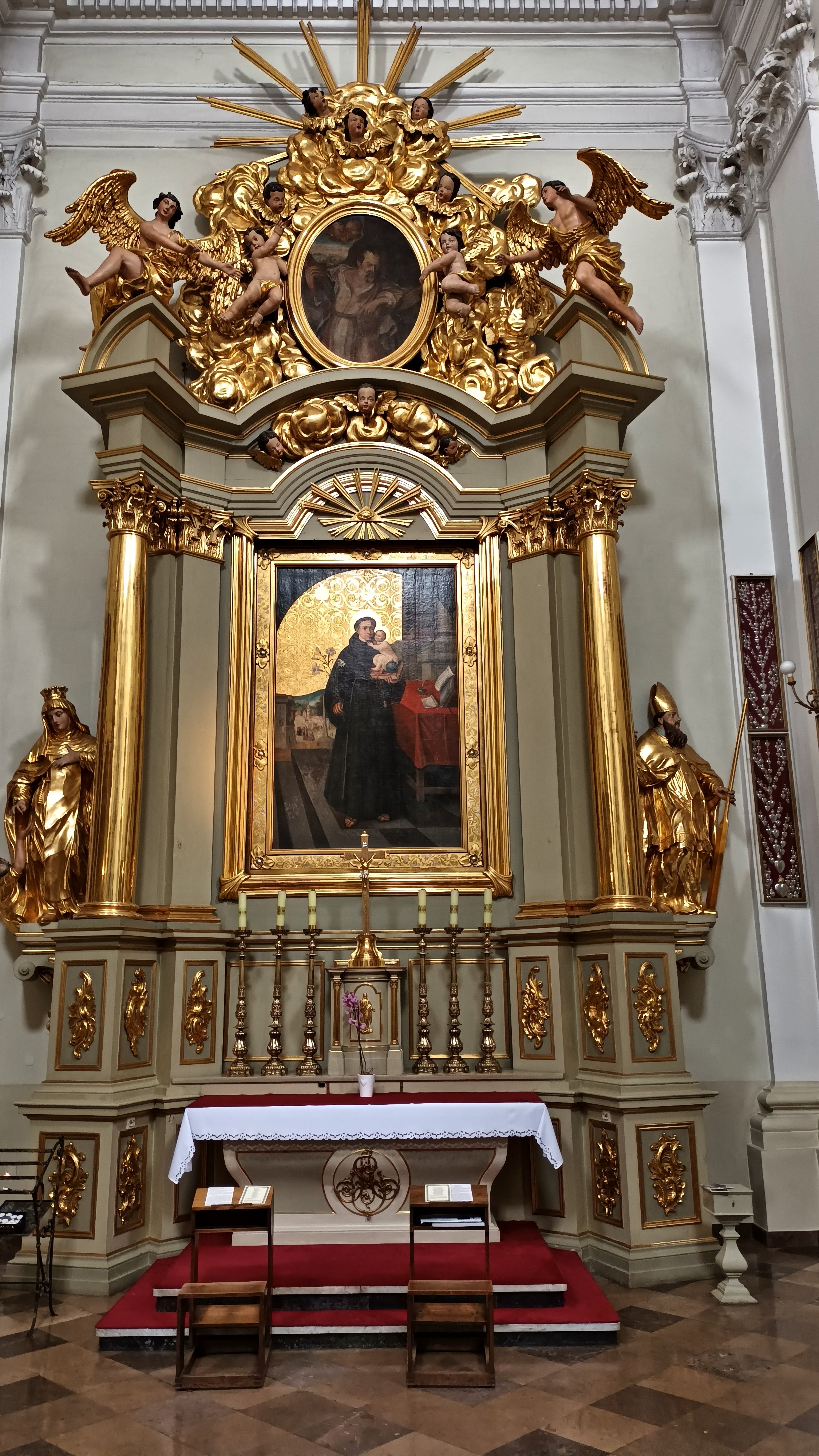
Ołtarz boczny św. Antoniego z Padwy

Kościół św. Franciszka w Warszawie – kościół pod wezwaniem Stygmatów św. Franciszka z Asyżu (lub inaczej Serafickiego), wchodzący wraz z przylegającym do niego klasztorem w skład zespołu franciszkańskiego na Nowym Mieście w Warszawie.

## Historia
W porównaniu z innymi miastami Polski franciszkanie w Warszawie pojawili się dosyć późno, dopiero w 1646 roku. Stało się to dzięki nadwornemu kapelanowi i kapelmistrzowi Władysława IV – franciszkaninowi włoskiemu Wincentemu Skapicie. Chcąc zrobić niespodziankę zakonnikowi, sekretarz królewski Jakub Sosnowski podarował plac, zaś stolnik warszawski Zygmunt Wybranowski pewien kapitał i obaj postanowili założyć kościół i klasztor franciszkanów polskich w Warszawie. Król zgodził się na tę fundację (6 listopada 1645), natomiast biskup poznański Jędrzej (Andrzej) Szołdrski wydał kanoniczne pozwolenie (16 kwietnia 1646).
Niewielka działka była położona przy rogu ulic Przyrynek i Wójtowskiej, którą jeszcze w tym samym roku zakonnicy zamienili na grunty w obecnym miejscu, przy ul. Zakroczymskiej. Jeszcze w 1646 roku wybudowali tam niewielki drewniany kościółek, z dwiema kapliczkami – Najświętszej Maryi Panny i św. Antoniego, a pierwszym przełożonym klasztoru został ksiądz Wincenty Skapita. Generał zakonu Catallani ustanowił w klasztorze w 1648 r. wyższe studia dla młodzieży zakonnej. Dawid Mincer kupiec warszawski podarował klasztorowi plac zwany Żmijewskie z polami ornemi, ciągnącymi się aż do Woli, które król przywilejem z 12 lipca 1647 r od wszelkich służebności i ciężarów uwolnił na wieczne czasy. Przy świątyni urządzono cmentarz. Kościółek został spalony w czasie potopu szwedzkiego. Po odbudowie w latach 1662–1663 stary kościół ustąpił miejsca kolejnemu, zachowanemu do dziś.
Według pierwszego projektu autorstwa Jana Chrzciciela Ceroniego zdołano w latach 1679–1691 zrealizować tylko prezbiterium oraz przyległe do niego pomieszczenia – zakrystię i przeciwległą kaplicę Matki Boskiej Pocieszenia. W 1700 roku udało się jeszcze położyć fundamenty pod korpus nawowy, ale śmierć Ceroniego w 1708 roku spowodowała przerwanie prac. Widok nieukończonego kościoła (składał się wtedy z samego prezbiterium z zakrystią i kaplicą) zachował się na rysunku Karola Feyge.
Budowę wznowiono dopiero po 5 latach, w 1713 roku. Projekt Ceroniego został nieco zmodyfikowany przez Karola Baya, m.in. przez wprowadzenie ukośnych kolumn w narożach przęseł naw bocznych. Kierownictwo budowy powierzono Józefowi Fontanie i jego synowi Jakubowi. W 1737 roku kościół poświęcił biskup poznański Stanisław Hozjusz. Zresztą później, w latach 1744–1745, już jako uznany twórca, tenże Jakub zaprojektował ozdobne rokokowe ogrodzenie cmentarza kościelnego, które zostało rozebrane w 1818 roku.
W latach 1746–1749 według projektu Antonia Solariego dobudowano od zachodu kaplicę Św. Trójcy, a w roku 1788 Józef Boretti dokonał przebudowy fasady: odcinkowy przyczółek w kondygnacji dolnej, i odpowiadający mu półkolisty w górnej zastąpiono prostymi gzymsami, wieżom dodano attyki nad górnym belkowaniem, a poprzednie niskie hełmy zmieniono na obecne, w kształcie obelisków. Zmiany te były próbą przystosowania fasady do ówczesnych, bardziej klasycyzujących gustów, jednak obniżyły jej wartość artystyczną.
Od początku XIX w. zespół klasztorny przechodził zmienne koleje (mieściły się tu m.in. więzienie i sierociniec, ale także Akademia Duchowna w Warszawie). Likwidacja klasztoru w 1864 roku wiązała się z przekształceniem świątyni w kościół garnizonowy dla katolików służących w armii rosyjskiej, w klasztorze natomiast umieszczono carską ochronkę dla dzieci. Franciszkanie odzyskali kościół i część zabudowań dopiero po zakończeniu I wojny światowej. W pozostałych budynkach mieściły się zakłady Spółki Akcyjnej „Polski Fiat”.
Od listopada 1940 do grudnia 1941 kościół znajdował się przy północno-wschodnim krańcu warszawskiego getta.
Po wybuchu powstania warszawskiego kościół został zbombardowany, a w jego podziemiach zginęło ok. 40 osób, które szukały tam schronienia. Ocalały natomiast ściany boczne i ołtarz św. Antoniego. Częściowo zniszczona ambona została odtworzona z resztek wydobytych z gruzu. Ponadto uratowało się wiele elementów barokowego wyposażenia, epitafia, organy, boczne ołtarze, konfesjonały oraz obrazy z XVII i XIX w.
Ponieważ uszkodzenia budynku nie były duże, świątynia nadawała się do użytku po zakończeniu okupacji niemieckiej. 21 stycznia 1945 przed obrazem św. Antoniego została odprawiona msza święta.
W następnych latach kościół kilkakrotnie poddawano pracom renowacyjnym i konserwatorskim. W latach 2006–2007 osuszono zawilgocone mury, wykonano izolację pionowych i poziomych ścian, dokonano też renowacji licznych detali architektonicznych i pomalowano kościół i klasztor.

## Wyposażenie wnętrza

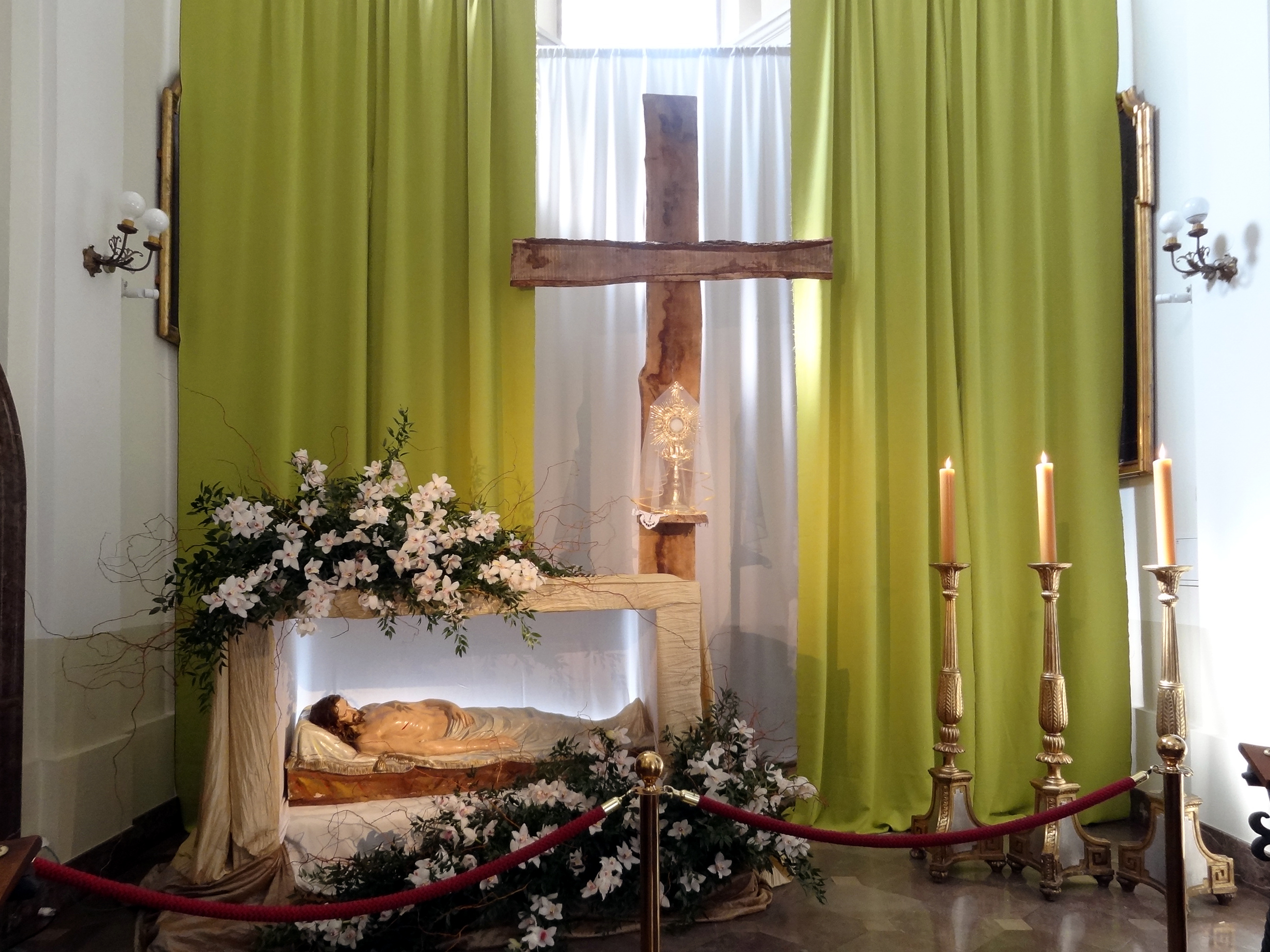
Grób Pański w Wielką Sobotę (2023)

Wyposażenie kościoła franciszkanów, podobnie jak w większości kościołów Warszawy, doznało uszczerbku w czasie wojny, jednak zachowały się najcenniejsze obiekty. Przy jego wystroju pracowali wybitni artyści Warszawy końca XVII i XVIII w.: rzeźbiarze Andreas Schluter i Bartłomiej Bernatowicz (który na Nowym Mieście miał swoją pracownię) oraz malarz Claude Callot – bratanek francuskiego grafika Jacques’a Callota.
W prezbiterium znajduje się jedno z lepszych płócien śląskiego malarza Michaela Willmanna, przeniesione z kościoła cystersów w Lubiążu – Chrystus w Ogrójcu (1661). Zachowały się również siedemnastowieczne obrazy Matthiasa Kargena z pierwszego, drewnianego kościoła: Stygmatyzacja św. Franciszka oraz Św. Antoni i cud z klękającym osłem. Są one dobrym przykładem łączenia w ówczesnym malarstwie polskim elementów barokowych oraz reminiscencji gotyckiego jeszcze malarstwa cechowego.

### Ołtarze
- Ołtarz główny – wykonany w 1724 przez warsztat Bartłomieja Bernatowicza, został odtworzony w latach 1973–1983 według projektów Stanisława Marzyńskiego z wykorzystaniem części kolumn dawnego ołtarza. W polu środkowym obraz Stygmatyzacja św. Franciszka Matthiasa Kargena (XVII w.).

- Ołtarze w ramionach transeptu:
  - prawy – ołtarz św. Antoniego, z warsztatu Bernatowicza. Obraz Św. Antoni i cud z klękającym osłem Matthiasa Kargena (XVII w.);
  - lewy – ołtarz Krzyża Świętego. W polu środkowym grupa rzeźbiarska składająca się z krucyfiksu przypisywanego Andrzejowi Schluterowi (podobny krucyfiks znajduje się w kościele poreformackim w Węgrowie) oraz oryginalnie skomponowanej grupy Jana i dwóch Marii, nawiązującej układem postaci do zniszczonego obrazu Jerzego Eleutera Siemiginowskiego z warszawskiego kościoła Św. Krzyża.

- Ołtarze w nawach bocznych:
  - w pierwszym przęśle (licząc od prezbiterium):
    - po lewej rokokowy z połowy XVIII w., z obrazem Św. Józef z Dzieciątkiem, przypisywany Claude'owi Callotowi;
    - po prawej wczesnobarokowy z ok. 1657, pierwotnie z cudownym obrazem Matki Boskiej Pocieszenia, z obrazami barokowymi Ostatnia Wieczerza z czasu powstania ołtarza i Mała Święta Rodzina z I połowy XVIII w.;

  - W drugim przęśle:
    - ołtarz z 4 ćwierci XIX w. z obrazem Matka Boska Pocieszenia sprzed 1657 oraz eklektyczny z 1883.

W kaplicy obok prezbiterium umieszczony jest rokokowy ołtarz z trzeciej ćwierci XVIII w., restaurowany w 1964 roku, z umieszczonym później obrazem Św. Maksymilian Kolbe i tabernakulum z 1. połowy XVIII w. W kaplicy znajdują się relikwie św. Witalisa – męczennika z czasów rzymskich (zatopione w woskowej figurze).

### Epitafia
- Konstantego Franciszka Mokronowskiego (zm. 1733), chorążego ziemi warszawskiej, późnobarokowe
- Władysława Grzegorzewskiego (zm. 1758), kasztelana ciechanowskiego, generała gwardii królewskiej, późnobarokowe z 1736
- ks. Antoniego Kaczanowskiego (zm. 1896)
- Henryka Perzyńskiego (zm. 1898)
- Sabiny Wróblewskiej (zm. 1904)

### Ambona
Barokowa z ok. 1732–1736, fundacji Jana Fryderyka Sapiehy, kanclerza litewskiego. Częściowo zniszczona w czasie wojny, została zrekonstruowana w latach 1964–1967 z wykorzystaniem zachowanych fragmentów.

### Organy
Obecne, 43-głosowe organy o trakturze pneumatycznej zbudowała firma organmistrzowska Wacława Biernackiego w 1925 roku. Ufundowano je ze składek wiernych, a inicjatorem budowy był gwardian tutejszego klasztoru, ojciec Florian Koziura. Prospekt, w stylu barokowym, zaprojektowany został przez Henryka Marconiego, autora m.in. koncepcji szafy organowej w bazylice Świętego Krzyża na Krakowskim Przedmieściu).